# پرالین

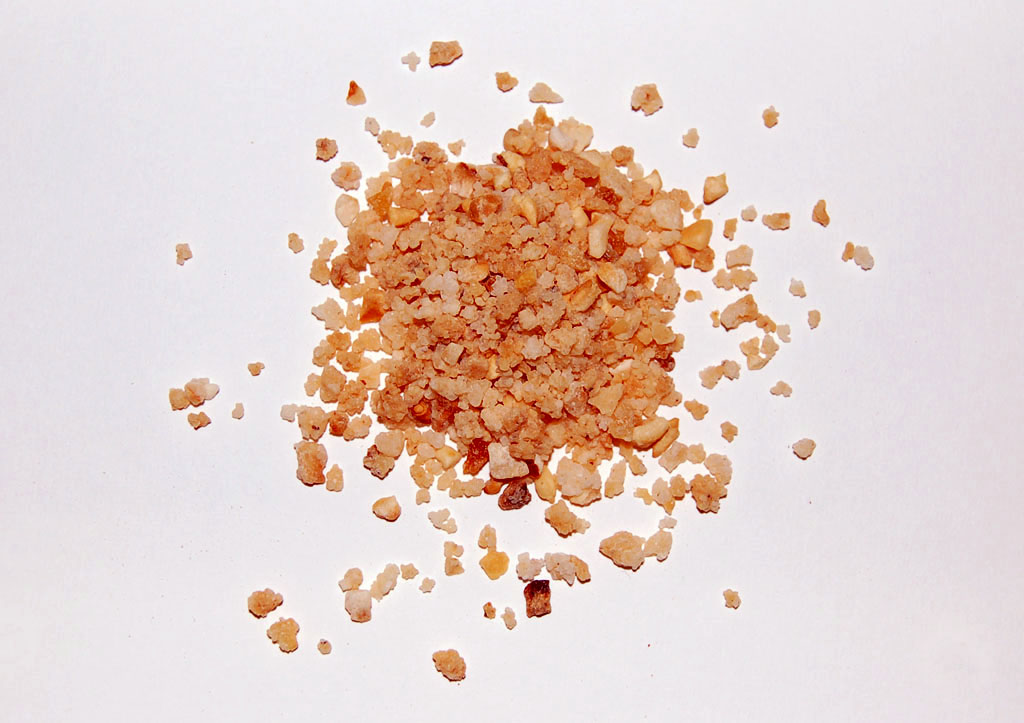
پرالین پودر مانند

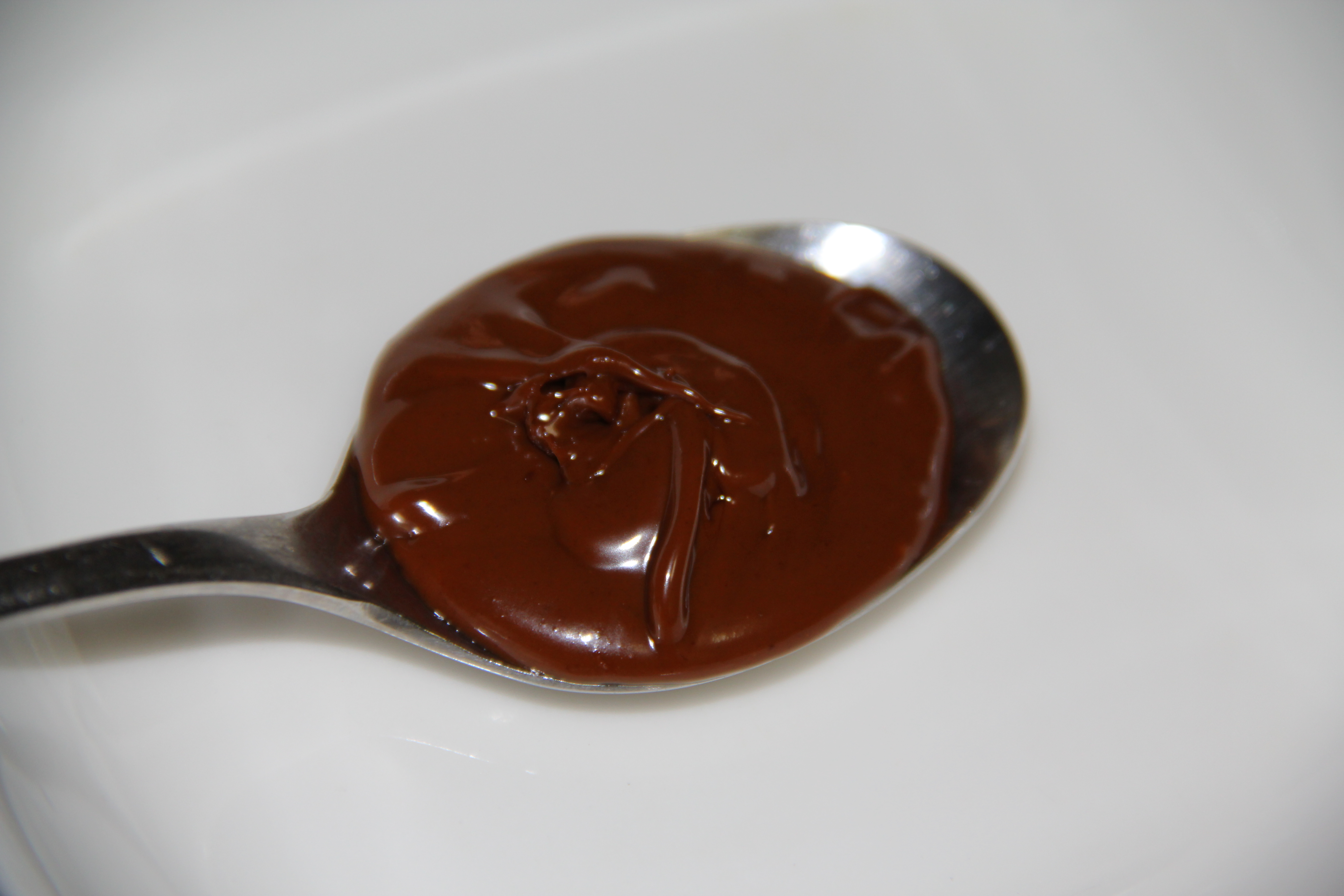
خمیر بادام پرالین حاضری

پرالین (به انگلیسی: Praline) یکی از مواد مورد استفاده در صنعت شیرینی‌سازی است. پرالین بادامی است که بر روی آن سس کارامل یا شربت پاشیده شده و سپس خرد شده‌است. پرالین به شکل خمیر یا پودر وجود دارد